# Пак Чхоль У
Пак Чхоль У (кор. 박철우; 29 сентября 1965, Республика Корея)— южнокорейский футболист, играл на позиции вратаря. По завершении игровой карьеры — футбольный тренер.
Выступал за клуб «Пхохан Стилерс», а также национальную сборную Южной Кореи.

## Клубная карьера
Во взрослом футболе дебютировал в 1985 году выступлениями за команду клуба «Пхохан Стилерс», в котором провел шесть сезонов, приняв участие в 41 матче чемпионата.
С 1992 по 1997 год играл в составе команд клубов «Сеул», «Чоннам Дрэгонз» и «Сувон Самсунг Блюуингз».
Завершил профессиональную игровую карьеру в клубе «Чоннам Дрэгонз», в составе которого уже выступал ранее. Пришел в команду в 1998 году, защищал её цвета до прекращения выступлений на профессиональном уровне в 2000 году.

## Выступления за сборную
В 1994 году провёл две официальные игры в составе национальной сборной Южной Кореи и даже был включен в её заявки для участия в финальной части чемпионата мира 1994 года, однако как резервный вратарь. Позже в ряды сборной не привлекался.

## Карьера тренера
Приняв решение о прекращении выступлений на футбольном поле, остался в клубной системе «Чоннам Дрэгонз», в которой с 2001 года занимался подготовкой вратарей.
В дальнейшем был тренером вратарей команд клубов «Пхохан Стилерс» и «Кённам».
В 2012 году вошёл в тренерский штаб молодёжной сборной Южной Кореи, где также работает с голкиперами.